# Johnson (Arkansas)
Johnson è una città degli Stati Uniti d'America situata nella Contea di Washington in Arkansas.